# Marjan Berk
Marjan Berk, geboren als Marie-Janne van Baaren (Zeist, 11 juli 1932), is een Nederlandse schrijfster, columniste en actrice.

## Levensloop

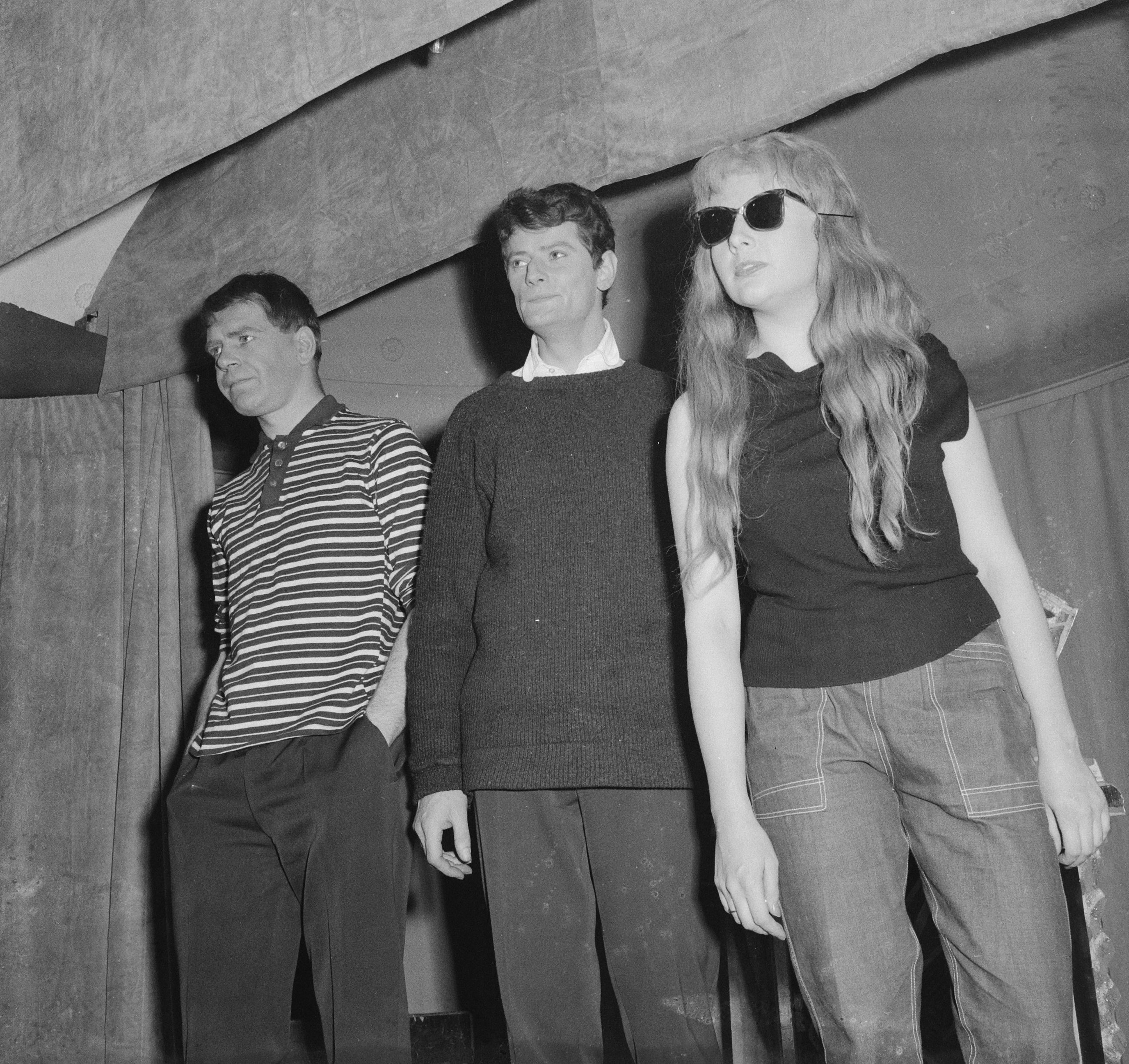
Alle gekken kijken (1959), met Jaap van de Merwe (links) en Aart Brouwer

Op haar achttiende ging zij de verpleging in, maar drie jaar later werd ze toegelaten tot de toneelschool. Vele jaren was ze werkzaam bij cabaret (Lurelei), toneel, musical en televisie (rol als Geesje Zoet in Oebele). Ze was in de jaren zestig ook presentatrice van het  NTS-zondagmiddagprogramma Monitor. Verder speelde ze de rol van mevrouw Grijpstra in de film Grijpstra en De Gier en in aflevering "Het Krediet" van de serie Mensen zoals jij en ik. Verder speelde zij gastrolletjes in Pommetje Horlepiep, Klaverweide en De Fabriek en was zij te zien in kinderprogramma's als Oebele en De Holle Bolle Boom. In 1969 speelde ze de rol van Mademoiselle Monique in de musical De kleine parade. Ook was ze jurylid bij het kinderprogramma Klassewerk. In 2001 speelde Berk in De Vagina Monologen.
Later ging ze zich toeleggen op het schrijven van romans, verhalen en series voor radio en televisie. In 1981 verscheen haar eerste boek Nooit meer slank. De meest bekende serie waarvoor ze het scenario schreef was Vrouwenvleugel, dat van 1993 tot 1995 op RTL 4 werd uitgezonden. In de serie had ze in elk seizoen een kleine gastrol als mevrouw Piep. De serie won in 1994 een Gouden Televizierring.
Berk schrijft ook columns voor het Algemeen Dagblad (AD), het Utrechts Nieuwsblad, Provinciale Zeeuwse Courant, Gaykrant en Margriet. Eind november 2022 stopte ze na ruim veertig jaar met haar column in het 'AD'. Met de andere columns was ze eerder gestopt. Sinds februari 2023 is ze de vaste columniste van het Amsterdamse maandblad Mokum Magazine.

### Privé
Marjan Berk werd geboren in Zeist. Haar ouders scheidden toen zij 5 jaar oud was. Met haar moeder en broer vertrok ze toen naar Amersfoort. Moeder runde daar een klein pension. Zij bood onderdak aan onderduikers in de Tweede Wereldoorlog. Van een van hen liep Marjan roodvonk op.
Haar eerste man was een patiënt van haar toen ze als verpleegster werkte. Ze trouwde met Ernst Berk en er kwamen drie kinderen: Peter, Marleen en Martijn. In een interview vertelde Berk: "Ik wilde uit feministische overweging geen alimentatie na mijn scheiding. Mijn ouders waren in de jaren 30 gescheiden en de ruzie over dat maandelijkse postwisseltje klinkt me nog in de oren. Vreselijk, als je afhankelijk bent van een man waar je van weggegaan bent – dat wilde ik absoluut niet."
Berk trouwde in de jaren zestig voor de tweede keer, met componist Ruud Bos. Het huwelijk hield 31 jaar stand en samen kregen ze twee zonen, Ruud-Jan en Willem. Inmiddels zijn er acht kleinkinderen en een achterkleinkind.
Ze had ruim 50 jaar een tweede huis in Kalenberg, maar heeft dat vanwege haar hoge leeftijd en daarmee gepaard gaande lichamelijke achteruitgang in 2020 verkocht. Sinds 2016 heeft ze een appartement in Amsterdam. Ze woont in het Occohofje. Een hofje waar alleenstaande vrouwen wonen, gesticht door de 18e-eeuwse zakenvrouw Cornelia Occo. Berk schreef er in 2025 het boek Hofdames over.

### Trivia
Op 5 juli 2007 won Berk één miljoen euro in de Lotto. Ze kocht van het geld onder andere een piano (die ze later aan een kleindochter gaf) en een Saab Turbo.